# Трайко Божков
Трайко Божков (Бошковски) с псевдоним Тарцан е македонски революционер и деец на НОВМ.

## Биография
Роден е в прилепското село Голем Радобил на 12 юни 1918 година. През 1935 година става член на СКМЮ и влиза в работническото движение в Белград. През 1941 година става член на ЮКП и влиза в Местния комитет на партията за Прилеп. Успява да избяга от арест на 8 октомври 1941 година, докато Аспарух Корубинов и Стефан Стоянов са арестувани. Организира нападението над Прилепското полицейско управление от 11 октомври 1941 година, за да ги освободи. Става политически комисар на Прилепски партизански отряд „Гоце Делчев“. От декември 1941 година е член и инструктор на Покрайненския комитет на ЮКП за Македония. От април същата година е политически комисар на Покрайненския оперативен щаб. През септември 1942 година става политически комисар на Велешко-прилепски народоосвободителен партизански отряд „Димитър Влахов“. Пет пъти е осъждан на смърт от български съдилища. През 1943 година е тежко ранен и оставен в една колиба. Намерен е от българските военни и полицейски части и се самоубива с последния си куршум.